# Breitenried (Tiefenbach)

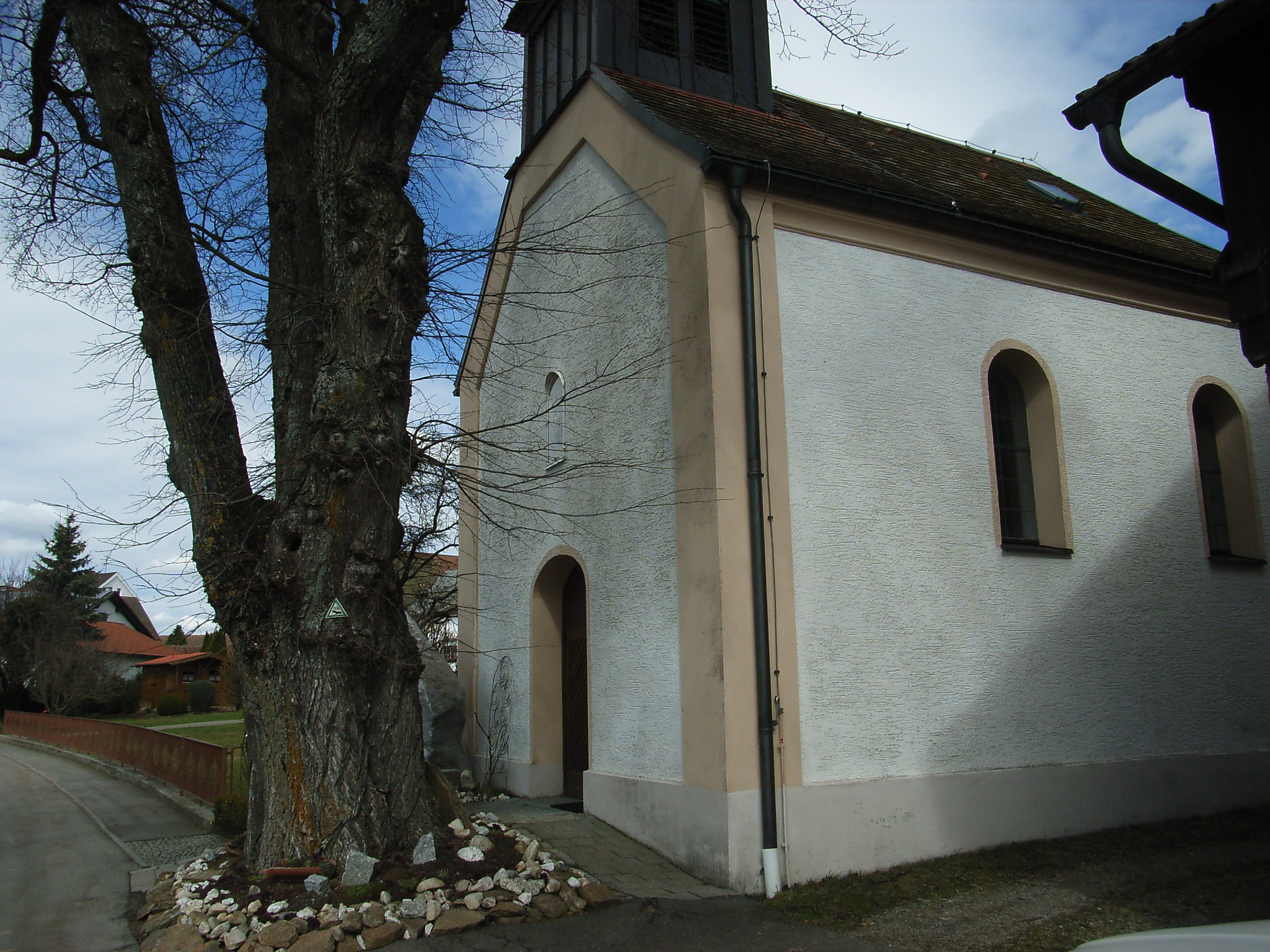
Kirche in Breitenried

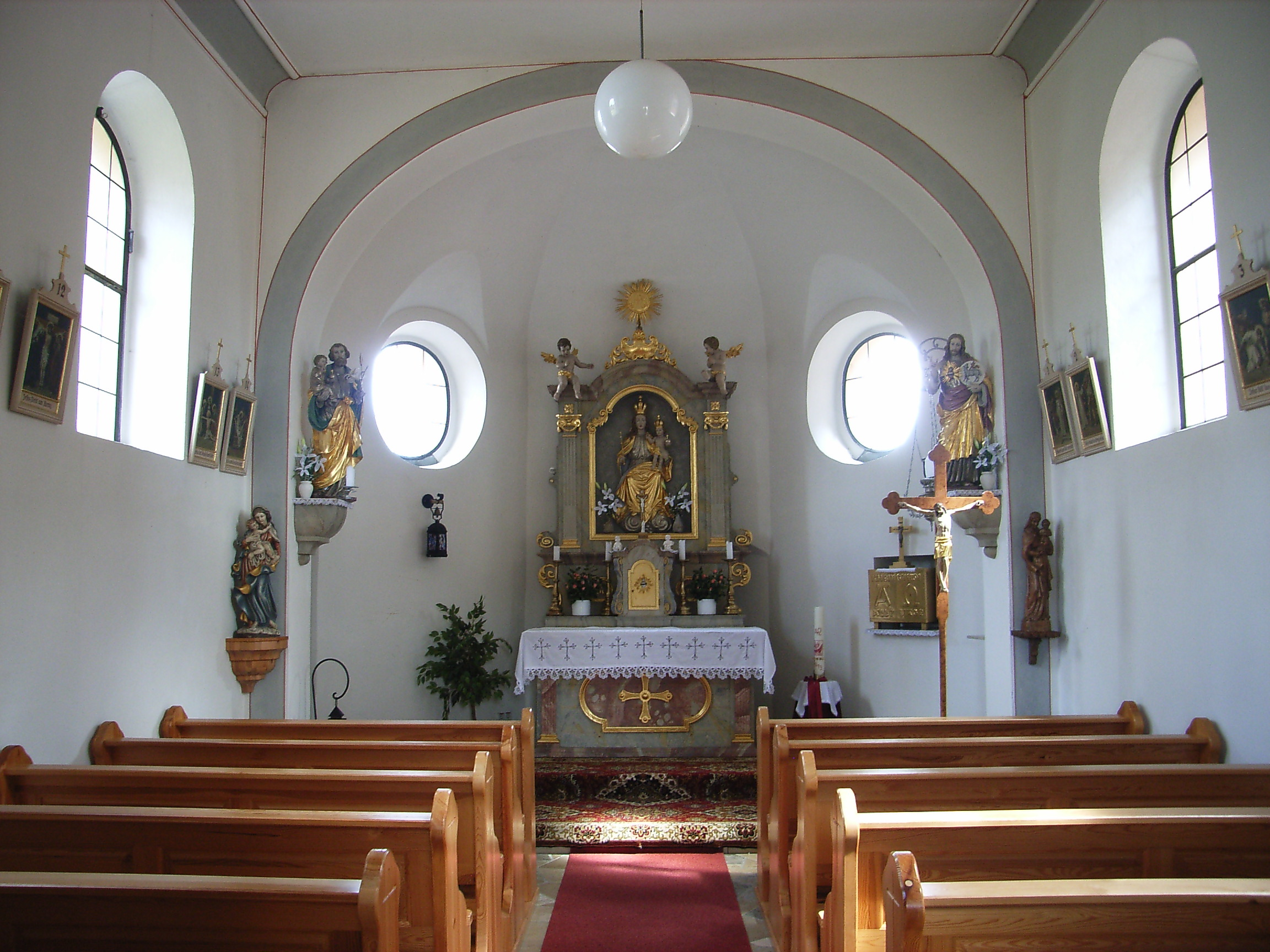
Kirche in Breitenried von innen

Breitenried ist ein Ortsteil der Gemeinde Tiefenbach im Oberpfälzer Landkreis Cham, Bayern.

## Geographische Lage
Das Dorf Breitenried liegt zwischen der Bayerischen Schwarzach und dem Silberberg etwa 3 km nordöstlich von Tiefenbach.

## Geschichte
1270 wird Breitenried mit dem Namen „Praitenreuth“ als Teil des Amtes Altenschneeberg schriftlich erwähnt.
Im Salbuch von 1270 gehört Breitenried der Adelsfamilie der Siegenhofen.
1277 wurden diese Güter durch Herzog Heinrich von Niederbayern dem Friedrich Siegenhofen abgekauft.
Sie wechselten in den folgenden Jahrhunderten häufig ihren Besitzer.
1845 bildete Breitenried zusammen mit Kleinsteinlohe eine eigene Landgemeinde, war aber nach Tiefenbach mit 22 Häusern und 145 Einwohnern eingepfarrt.
1918 brach in Tiefenbach und Umgebung die Maul- und Klauenseuche aus.
Viele Kühe mussten geschlachtet werden, was zu einer Milchknappheit führte.
Es wurde eine Milchsammelstelle in der Schule in Tiefenbach eingerichtet, zu der auch die Bauern aus Breitenried Milch in Eimern herantrugen.
1925 wurde ein Wirtschaftsweg von Tiefenbach nach Breitenried gebaut, der 1950 zu einer Straße mit Teerdecke ausgebaut wurde.
Am 1. Januar 1972 wurde Breitenried zusammen mit seinem Gemeindeteil Kleinsteinlohe in die Gemeinde Tiefenbach eingegliedert.

## Religion
1582 gehörte Breitenried zur – damals evangelischen – Pfarrei Tiefenbach.
Nach der Gegenreformation ab 1646 wurde Breitenried als Teil der wieder katholischen Pfarrei Tiefenbach aufgeführt.
1905 wurde in Breitenried eine Kirche „Beata Maria Virgo“ erbaut, die als Nebenkirche zu Tiefenbach galt.